# Alerta sanitaria en Perú por suero fisiológico de Medifarma
La alerta sanitaria por el suero fisiológico de Medifarma se emitió el 25 de marzo de 2025 tras que el Ministerio de Salud del Perú, a través de la Dirección General de Medicamentos, Insumos y Drogas (Digemid), emitió una alerta debido a reacciones adversas graves asociadas al uso del suero fisiológico al 0.9% producido por el laboratorio Medifarma S.A. Esta medida se tomó tras reportes de efectos negativos en pacientes de diversas regiones del país.

## Antecedentes

### Composición del suero
El suero fisiológico al 0,9%, también conocido como solución salina normal, es una solución estéril de cloruro de sodio (sal común) disuelto en agua. Su composición estándar incluye 9 gramos de cloruro de sodio por litro de agua. Esta formulación es ampliamente utilizada en el ámbito médico para diversas aplicaciones, como la rehidratación intravenosa y la limpieza de heridas. El producto corresponde al lote 2123624 del fabricante Medifarma S. A.

## Medidas aplicadas
Como respuesta inmediata, Digemid ordenó la inmovilización y suspensión de la comercialización y uso del lote afectado del suero fisiológico. Se instó a los establecimientos de salud y a la población a abstenerse de utilizar el producto y a reportar cualquier efecto adverso a través del portal NotiMed.
Por su parte, Medifarma S.A. anunció el retiro del lote comprometido de todos los puntos de venta y almacenes a nivel nacional. La empresa habilitó canales de comunicación para que los consumidores puedan reportar sospechas de reacciones adversas, incluyendo un correo electrónico y líneas telefónicas específicas.

## Víctimas
Hasta el 28 de marzo se ha confirmado 17 personas afectadas con reacciones adversas producto del suero cuatro en Lima, 7 en estado grave y 10 en estado moderado; sin embargo, el ministro de Salud cuestiona las cifras vertidas hasta el momento, siendo que aun existe un número indeterminado de afectados que aun están en proceso de investigación.
- El 6 de marzo de se confirma un primer fallecimiento de un paciente en la clínica SANNA de Trujillo tras recibir el suero defectuoso, el 8 de marzo se confirma un Segundo fallecimiento también en la clínica SANNA de Trujillo asociado al mismo lote de suero. Los decesos sucedieron el 28 de febrero y el 11 de marzo respectivamente, ambos fueron difundidos mediante un comunicado emitido por la Clínica SANNA de San Borja el viernes 21 de marzo.[1] También en la misma clínica, Melissa Guzmán Alarcón, de 33 años, cayó en un cuadro con muerte cerebral y otra mujer está en  Unidad de Cuidados Intensivos (UCI).[10]
- El 20 de marzo, una menor de tan solo un año de edad es ingresada a la clínica SANNA de San Borja producto de un cuadro de diarrea. Se le administró el suero fisiológico correspondiente al lote 2123624 de Medifarma S.A. para tratar la deshidratación, horas después la menor sufre complicaciones severas en su salud. Posteriormente fue ingresada a la Unidad de Cuidados Intensivos (UCI) y trasladada al Hospital Nacional Guillermo Almenara. Tras tres días de agonía, la menor falleció el 23 de marzo.[6]
- El 24 de marzo, en la ciudad de Cusco, Daniela Quispe Díaz se sometió a una liposucción en la clínica O2 Medical Network. Durante el procedimiento, se le administró el suero fisiológico correspondiente al lote 2123624 de Medifarma S.A. Posteriormente, Daniela presentó complicaciones severas y fue trasladada a la Unidad de Cuidados Intensivos (UCI), donde lamentablemente falleció.[9]  Mediante una misiva, el 25 de marzo, la clínica Oxigen Medical Network O2 comunico el fallecimiento de la paciente y determino el suero fue fabricado por el laboratorio Medifarma y distribuido por la empresa M&M Productos Médicos fue el causante de su deceso. Siendo la primera paciente mortal confirmada producto del suero.[5]

## Investigación
Las autoridades sanitarias, en coordinación con Medifarma S.A., iniciaron investigaciones para determinar las causas exactas de las reacciones adversas y establecer responsabilidades. Se espera que los resultados de estas evaluaciones sean comunicados oportunamente a la población.
La Fiscalía de Cuzco y Trujillo iniciaron sus investigaciones por su parte.